# Bezūjeq
Bezūjeq (persiska: بزوجق, Bezūjīq, بزوجیق) är en ort i Iran.   Den ligger i provinsen Östazarbaijan, i den nordvästra delen av landet, 500 km väster om huvudstaden Teheran. Bezūjeq ligger 1 622 meter över havet och antalet invånare är 215.
Terrängen runt Bezūjeq är kuperad åt nordväst, men åt sydost är den platt. Bezūjeq ligger nere i en dal.Runt Bezūjeq är det ganska glesbefolkat, med 22 invånare per kvadratkilometer. Närmaste större samhälle är Bābā Kandī, 9,8 km nordost om Bezūjeq. Trakten runt Bezūjeq består i huvudsak av gräsmarker.